# Madagaskar (gra komputerowa)
Madagaskar (ang. Madagascar) – komputerowa przygodowa gra akcji na podstawie filmu animowanego o tej samej nazwie, wyprodukowana przez Toys for Bob i wydana w 2005 roku przez Activision. W Madagaskarze gracz przejmuje kontrolę nad czwórką głównych bohaterów filmu: Aleksem, Martym, Melmanem i Glorią. Każda z postaci posiada różne umiejętności, co umożliwia rozwiązywanie zadań zręcznościowych i zagadek logicznych.
Madagaskar został przyjęty przez krytyków z rezerwą, choć generalnie skłaniano się ku rekomendacji gry. Juan Castro z portalu IGN opisał ów produkt jako pozbawiony innowacji, ale grywalny. Zdaniem Kierona Gillena z Eurogamera Madagaskar jako gra platformowa zawodzi, jednak rekompensuje to swoistym urokiem.